# Ґіндза (Токіо)

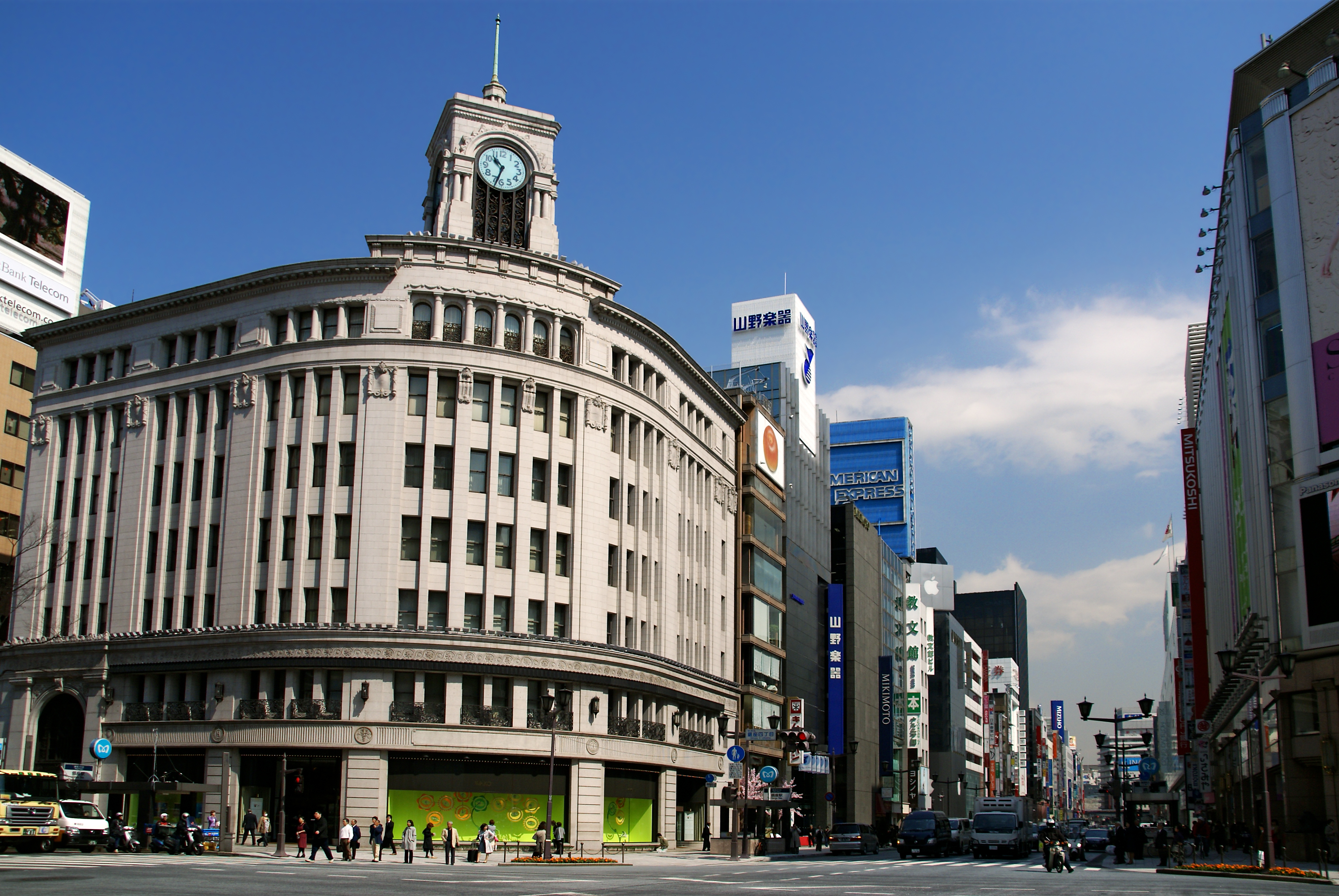
Ґіндза.

Ґі́ндза (яп. 銀座, ぎんざ) — місцевість в Японії, в столиці Токіо. Розташована в південно-західній частині центру Токіо, в районі Чійода. Один з столичних осередків комерції та розваг. Входить до осердя Токіо, разом із місцевостями Ніхонбаші, Маруноучі, Оте, Юраку, Касуміґасекі, Наґата, Хібія. Названа на честь срібного монетного двору (ґіндза), що перебував на території сучасного 2-го блоку вулиці Чюо протягом 1612—1800 років.